# Kröglitzen
Kröglitzen (oberfränkisch: Di Greegledsn) ist ein Gemeindeteil des Marktes Thurnau im Landkreis Kulmbach (Oberfranken, Bayern). Kröglitzen liegt in der Gemarkung Limmersdorf I.

## Geographie
Die Einöde liegt am Fuße der bewaldeten Anhöhe Zaunberg (556 m ü. NHN, 0,5 km südwestlich). Ein Anliegerweg führt zur Kreisstraße KU 7 (0,4 km nordwestlich), die südlich nach Kleetzhöfe bzw. nördlich an Poppenleithen vorbei zur Anschlussstelle 22 der Bundesautobahn 70 verläuft.

## Geschichte
Der Ort wurde im Zinsbuch der Förtsch von 1526 als „Kroglitzen“ erstmals urkundlich erwähnt. Dem ursprünglichen Flurnamen liegt der Berufs- oder Familienname Krogler (Krugmacher) zugrunde.
Gegen Ende des 18. Jahrhunderts gab es in Kröglitzen ein Anwesen. Das Hochgericht sowie die Grundherrschaft über das Gut übte das Giech’sche Amt Thurnau aus.
Von 1797 bis 1810 unterstand der Ort dem Patrimonialgericht Thurnau. Mit dem Gemeindeedikt wurde Kröglitzen 1812 dem Steuerdistrikt Limmersdorf und 1818 der Ruralgemeinde Berndorf zugewiesen. 1930 wurde Kröglitzen nach Limmersdorf umgemeindet. Am 1. Mai 1978 wurde der Ort im Zuge der Gebietsreform in Bayern in den Markt Thurnau eingegliedert.

### Einwohnerentwicklung
| Jahr      | 001818 | 001861 | 001871 | 001885 | 001900 | 001925 | 001950 | 001961 | 001970 | 001987 |
| Einwohner |        | 4      | 6      | 4      | 6      | 3      | 5      | 6      | 5      | 4      |
| Häuser    | 1      |        |        | 1      | 1      | 1      | 1      | 1      |        | 1      |
| Quelle    | [ 8 ]  | [ 11 ] | [ 12 ] | [ 13 ] | [ 14 ] | [ 15 ] | [ 16 ] | [ 17 ] | [ 18 ] | [ 1 ]  |

## Religion
Der Ort ist seit der Reformation evangelisch-lutherisch geprägt und nach St. Johannes der Täufer (Limmersdorf) gepfarrt.